# جان دیویس (تهیه‌کننده)
جان دیویس (انگلیسی: John Davis؛ زادهٔ ۲۰ ژوئیهٔ ۱۹۵۴) تهیه‌کننده و هنرپیشه اهل ایالات متحده آمریکا است.